# ATmega88
O ATmega88 é um sistema eletrónico do tipo circuito integrado microcontrolado produzido pela Atmel corporation. Ele tem o conjunto básico de intruções da Atmel AVR. Uma das configurações de encapsulamentoé o duplo em: pacote linha (DIP). Ele tem 23 I/O pins e opera em até 20 MHz de velocidade de clock. Ele tem um 8-bits de núcleo e 8K flash (programa) de memória.
Muitos microcontroladores da Atmel nesta linha tem o conjuntos de instruções semelhantes , por isso, se um engenheiro aprende o conjunto de instruções de um de seus microprocessadores, este conhecimento é transferível para outros microcontroladores da linha.